# Submarí Peral
El submarí Peral fou el primer exemple de nau submergible propulsada per un motor elèctric alimentat amb bateries. Dissenyat per l'enginyer i marí espanyol Isaac Peral per l'Armada, va ser botat el 8 de setembre de 1888 sent revolucionari per al futur desenvolupament dels submarins militars. Per exemple, podia dur un total de tres torpedes amb capacitat d'atac mentre romania submergit; tenia capacitat de ventilació i reutilització d'oxigen; la construcció i forma del buc, així com la disposició en fletxa dels timons externs, seria emprada en tots els submarins precedents.... L'únic factor limitant era la seua escassa autonomia deguda, principalment, a la vida de les bateries.
No obstant això, les seues característiques generals eren molt similars als submarins emprats per les potències d'ambdós bàndols durant la Primera Guerra Mundial. Però problemes burocràtics i falta de suport per part de l'oficialat de l'Armada feren fracassar el projecte, que fou cancel·lat l'any 1890. Avui en dia la nau forma part de l'exposició permanent del Museu Naval de Cartagena.

## Disseny i desenvolupament

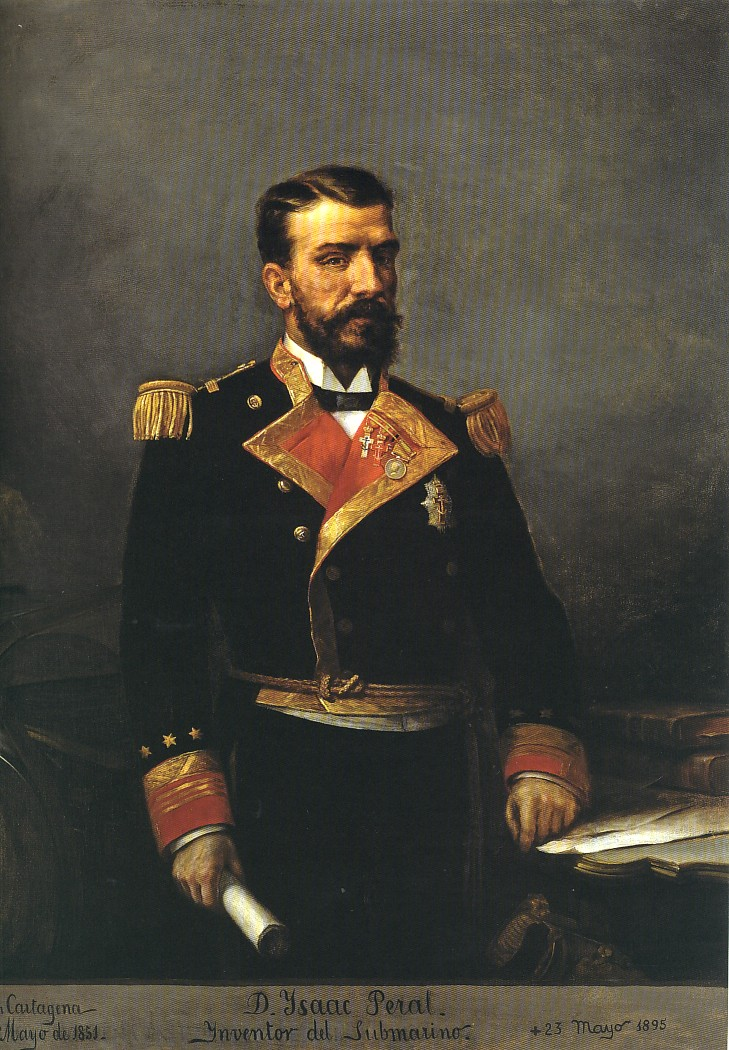
Retrat d'Isaac Peral, inventor de la nau.

### Concepte
La idea inicial fou concebuda el 20 de setembre de 1884, quan el tinent Isaac Peral y Caballero publicà el Proyecto de Torpedero Submarino (Projecte de Torpeder Submarí). El document fou seguit per una sèrie d'experiments amb funció de provar el concepte i desenvolupar la tecnologia necessària per al seu funcionament.
El projecte va ser calorosament acollit per alguns oficials de l'Armada que encoratjaren l'Isaac a presentar el projecte al Ministeri de Marina. Així, el vicealmirall i ministre Pezuela y Lobo, després d'una sèrie de cartes i una entrevista en persona a Madrid, oferí 5.000 pessetes i un espai de treball a Cadis per desenvolupar un estudi preliminar de viabilitat del submarí.
Un dels aspectes més importants era la capacitat de crear una atmosfera respirable mentre la nau romanguera sota l'aigua, no només pel consum d'oxigen sinó per l'acumulació de diòxid de carboni, tòxic en concentracions altes i produït durant la respiració. Amb aquest objectiu l'Isaac construí una cambra hermètica de 58m² equipat amb una cel·la d'emmagatzemament d'aire comprimit a 79 atm de pressió i 0,5 m³ de capacitat i tres dipòsits d'aigua per mantenir les condicions d'humitat. 6 voluntaris s'introduïren en la cambra per dur a terme la prova d'habitabilitat: el primer abandonament es produí 1 hora i 13 minuts després però, els 5 restants resistiren quasi 5 hores, coronant l'experiment com un èxit total.
Durant el 21 de juliol de 1886, el nou ministre de Marina, el contraalmirall Beránger, trasllada el projecte al Centro Técnico de la Armada (Centre tècnic de l'Armada) sota la tutela de l'almirall Antequera. Aquest dirigí un estudi més exhaustiu de la construcció de buc, motors i actuadors per permetre l'immersibilitat de la nau i dotà l'Isaac d'un pressupost de 25.000 pessetes i l'autorització necessària per prosseguir amb el projecte.
El 5 de març de 1887, Peral deixà enllestits els motors que havien de permetre el moviment de la nau submergida i dues setmanes més tard el comandant en cap i director del comitè d'inspecció de Cadis, Florencio Montojo, requerí un pressupost per la construcció del primer prototip funcional.

### Construcció i modificacions

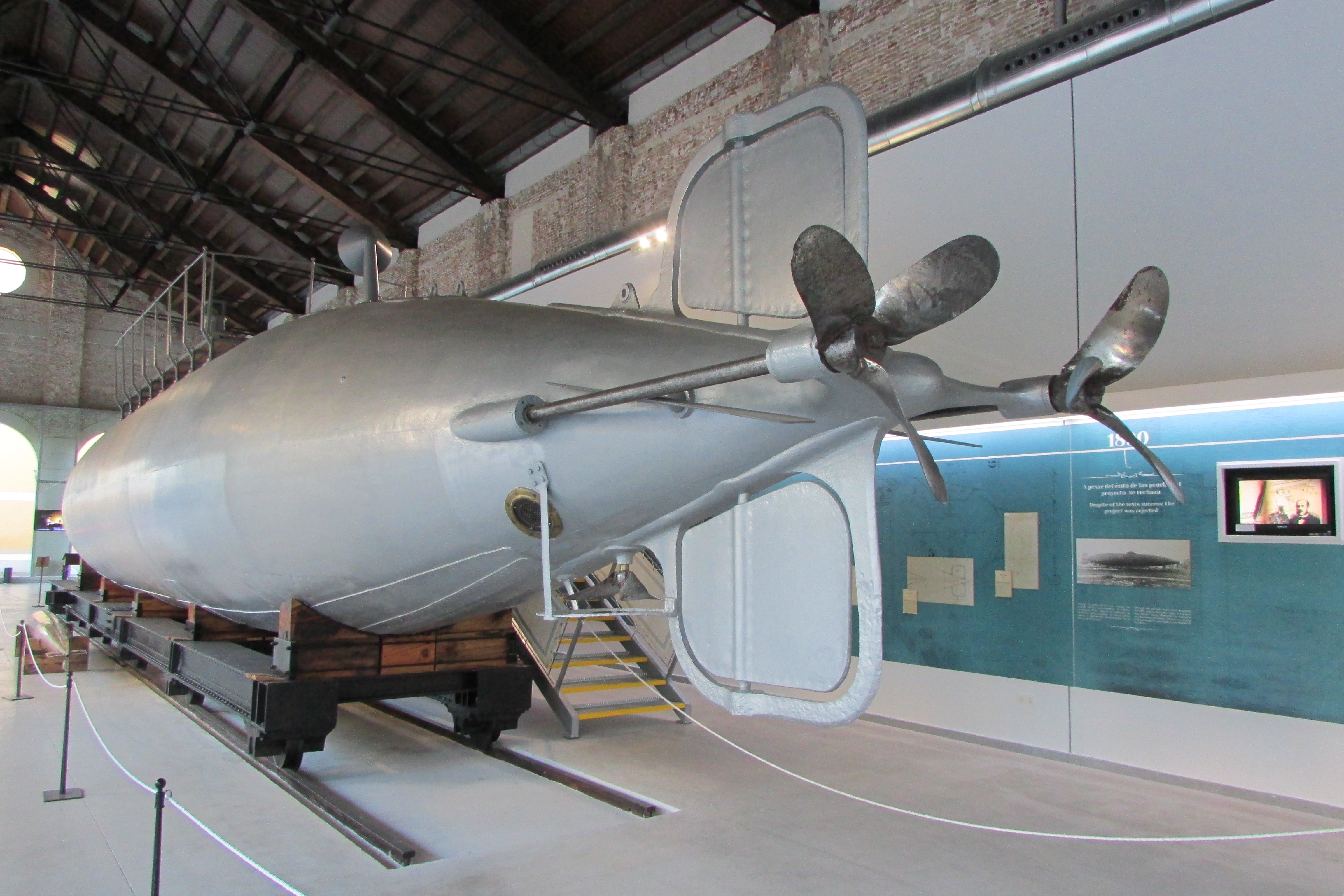
Popa del submarí.

La construcció fou aprovada mitjançant la Real Orden del 4 d'octubre de 1886. La posada de quilla ocorregué el 5 del mateix mes i la construcció s'inicià oficialment el 25 d'abril de 1887 a la base naval de La Carraca. Inicialment alguns defectes foren detectats i la nau sofrí algunes modificacions com ara: el buc fou ampliat amb un increment en 17 tonellades del desplaçament, s'allargà quasi 3.2 metres, el pla inicial amb un motor de 30 kW (40 CV) quedà reemplaçat per dos unitats de 22 kW (30 CV) cadascuna i s'instal·là un motor auxiliar per fer funcionar el sistema de regeneració d'aire basat en l'ús d'un purificador d'hidròxid de sodi per eliminar el CO₂ i d'un sistema d'injecció d'oxigen a més de proporcionar potència per la bomba de sentina.
La immersió s'aconseguia gràcies a un "dispositiu de profunditat" patentant per Peral i compost per dues hèlixs situades verticalment als extrems de proa i popa de la nau, també eren emprats per estabilitzar l'embarcació. La potència necessària era transmesa per dos motors elèctrics de 3 kW (4 CV). A més a més el submarí comptava amb una brúixola interna de bronze i un periscopi fix conformat per prismes òptics. La refrigeració dels motors es duia a terme mitjançant convecció forçada d'aire a pressió emmagatzemat en dipòsits sobre les dinamos. Originàriament l'aire s'aconseguia amb 430 acumuladors, xifra que s'incrementà fins a 613 al prototip final amb un pes de 50 kg. 30 tones després d'afegir les bateries.
La velocitat depenia de l'estat de càrrega de les bateries. Aproximadament a un quart, la velocitat màxima era de 8,7 km/h (4,7 nusos), a un mig 12,8 km/h (6,9 nusos), a tres quarts 16,5 km/h (16,5 nusos) i a càrrega completa 20,2 km/h (10,9 nusos). Igualment, el rang operacional també depenia de la càrrega de les bateries amb un màxim de 244 km (132 milles nàutiques) a una velocitat de creuer d'11 km/h (6 nusos). Malauradament, el submarí no comptava amb mitjans per carregar les bateries fora de port així que el rang era molt limitat. Per aquest motiu Peral ideà la nau per operar sempre en defensa d'instal·lacions properes a la costa, operacions durant les quals les distàncies solen ésser més reduïdes. Addicionalment, la nau també estava equipada amb sistemes de navegació visuals. Ulls de bou resistents i una llum hermètica permetien veure el fons marí a una distància màxima de 150 m, aproximadament.
La nau era d'un sol buc reforçat i soldat, el llast estava situat davall del tub de torpedes. Aquest era l'única arma del submarí sent un disseny prou avançat, similar als emprats en l'actualitat. Dues comportes hermètiques separen el tub de l'eixida frontal i l'interior del submarí, conseqüentment permetent el seu ús durant la immersió, així cada torpede es col·loca en el tub i després de tancar-se la comporta que el connecta a l'interior de la nau, aquest s'inunda igualant-se la pressió al fons marí i amb un contacte elèctric s'engega el motor del torpede que, propulsat per la seua hèlix abandona el tub vers la mar.
A manera d'anècdota, durant les proves de combat, i amb l'objectiu de reduir costs, els torpedes emprats foren requisats de les naus Retamosa i Barceló i les seues càrregues explosives neutralitzades.

### Proves, cancel·lació i llegat

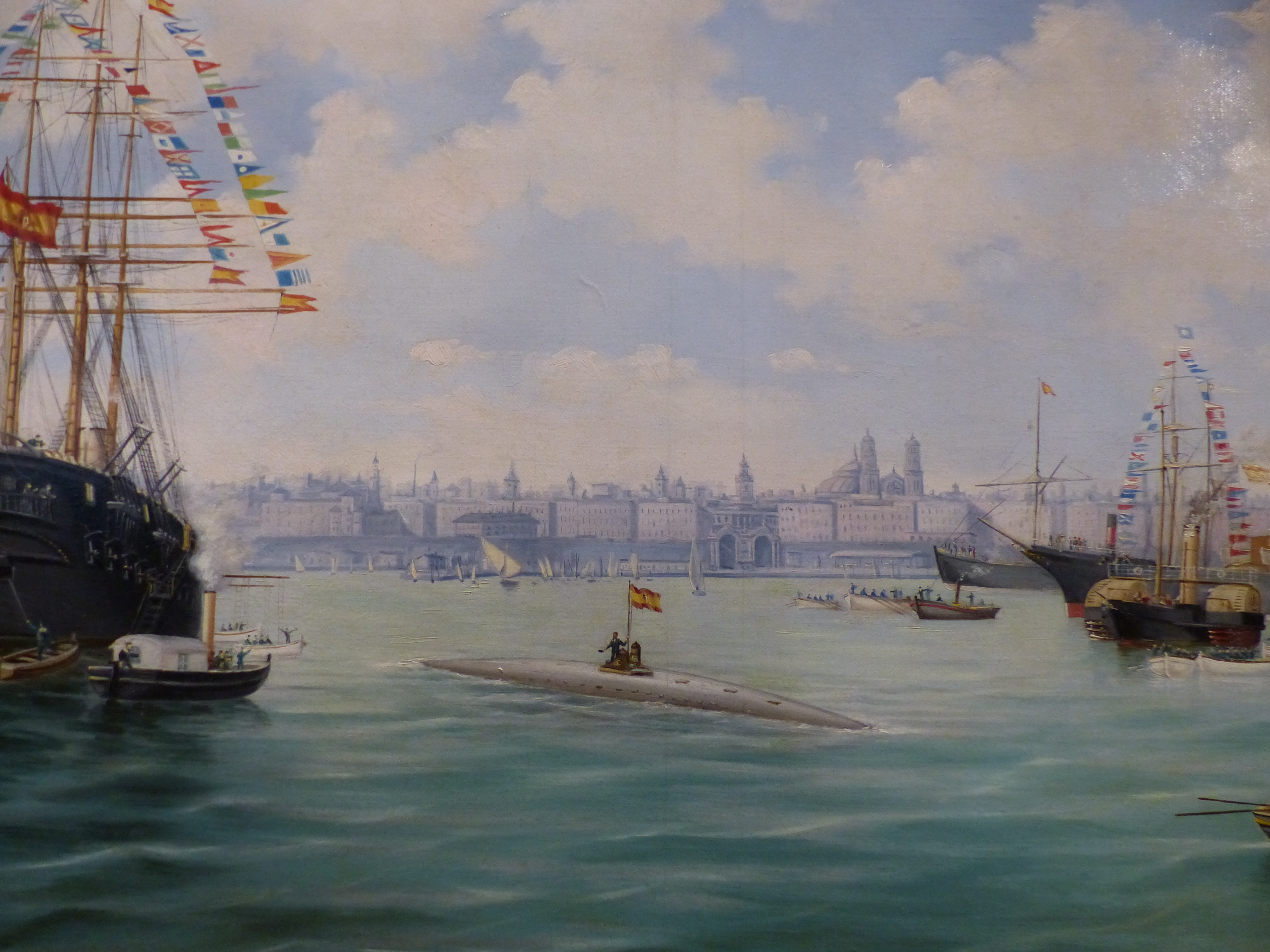
Avarament segons Benjamín Núñez González el 8 de setembre de 1888 (Cadis).

El submarí fou avarat el 8 de setembre de 1888, només setze dies abans del submarí francès Gymnote, similar en molts aspectes. El 6 de març de 1889 començaren les proves militars de la nau, durant les quals es decidiria la seua viabilitat com arma de guerra. Inicialment aquestes consistiren en navegació superficial realitzant la primera immersió a profunditat de periscopi el 7 d'agost del mateix any. El 25 es llançà el primer torpede sense armar. Durant desembre el submarí realitzà el primer assaig d'immersió en moviment, arribant als 7,5 metres de profunditat. I a l'inici de 1890 la nau navegà ininterrompudament durant una hora arribant als 30 metres per davall la superfície del mar.
El 25 de juny de 1890 es realitzà una simulació d'atac del submarí contra el creuer Colón, la prova consistia en un intent d'atac de dia i un altre de nit. L'intent diürn fou un fracàs, ja que el submarí va ser detectat abans de col·locar-se en posició per un llançament favorable, però l'atac nocturn fou exitós. Peral es queixà que durant el dia, el creuer Colón estava ple de mariners i turistes a l'expectativa de veure el submarí, cosa que invalidava l'objectiu de la prova: examinar la viabilitat d'un atac en condicions operatives normals. Durant l'avaluació es considerà el seu rang insuficient, especialment considerant el fracàs durant l'atac nocturn, però, la resposta del ministeri fou, en general, positiva i s'ordenà la construcció d'un segon submarí. Peral dissenyà una nau de 30 metres d'eslora i 130 tones, però per procedir, posà les condicions de poder elegir la dàrsena i el personal encarregat de la seua construcció. Aquestes condicions causaren friccions amb els diferents organismes coordinadors i avaluadors que retiraren el seu suport pel submarí. Finalment, Peral rebé l'ordre de dipositar la nau a La Carraca i l'11 de novembre de 1890 es firmà un decret de l'Armada per finalitzar el projecte de torpeder submarí.
La fallida del projecte però assegué les bases per al futur desenvolupament de submarins de guerra i alguns conceptes tecnològics com ara l'ús de motors elèctrics (posteriorment combinats amb motors dièsel) i els tubs per al llançament de torpedes davall l'aigua quedaren fortament arrelats a la ment de dissenyadors i enginyers navals d'arreu del món. Aquests conceptes seguirien vigents a l'inici de la Segona Guerra Mundial.
La nau en si fou pionera amb unes característiques acceptables i similars a la de naus desenvolupades durant conflictes posteriors com ara la Primera Guerra Mundial.

## Característiques tècniques

Diagrama del submarí.

### Generals
- Tripulació: 12.
- Eslora: 22 m.
- Mànega: 2,87 m.
- Puntal: 2,76 m.
- Calat: 2,2 m.
- Desplaçament: 77 t.
- Desplaçament submergit: 85 t.
- Planta motriu: 2 motors Inmish de 22 kW cadascú amb hèlixs Thornicroft.
- Aparell elèctric: 1 bateria L”Electrique amb 613 acumuladors i 220 V.

### Rendiment
- Velocitat màxima: 7,7 nusos en superfície i 3,5 submergit.
- Rang: 244 km (132 milles nàutiques).
- Profunditat màxima: 80 m.

### Armament
- Torpedes: 3 torpedes de 356 mm Schwarzkopf.

## Costs

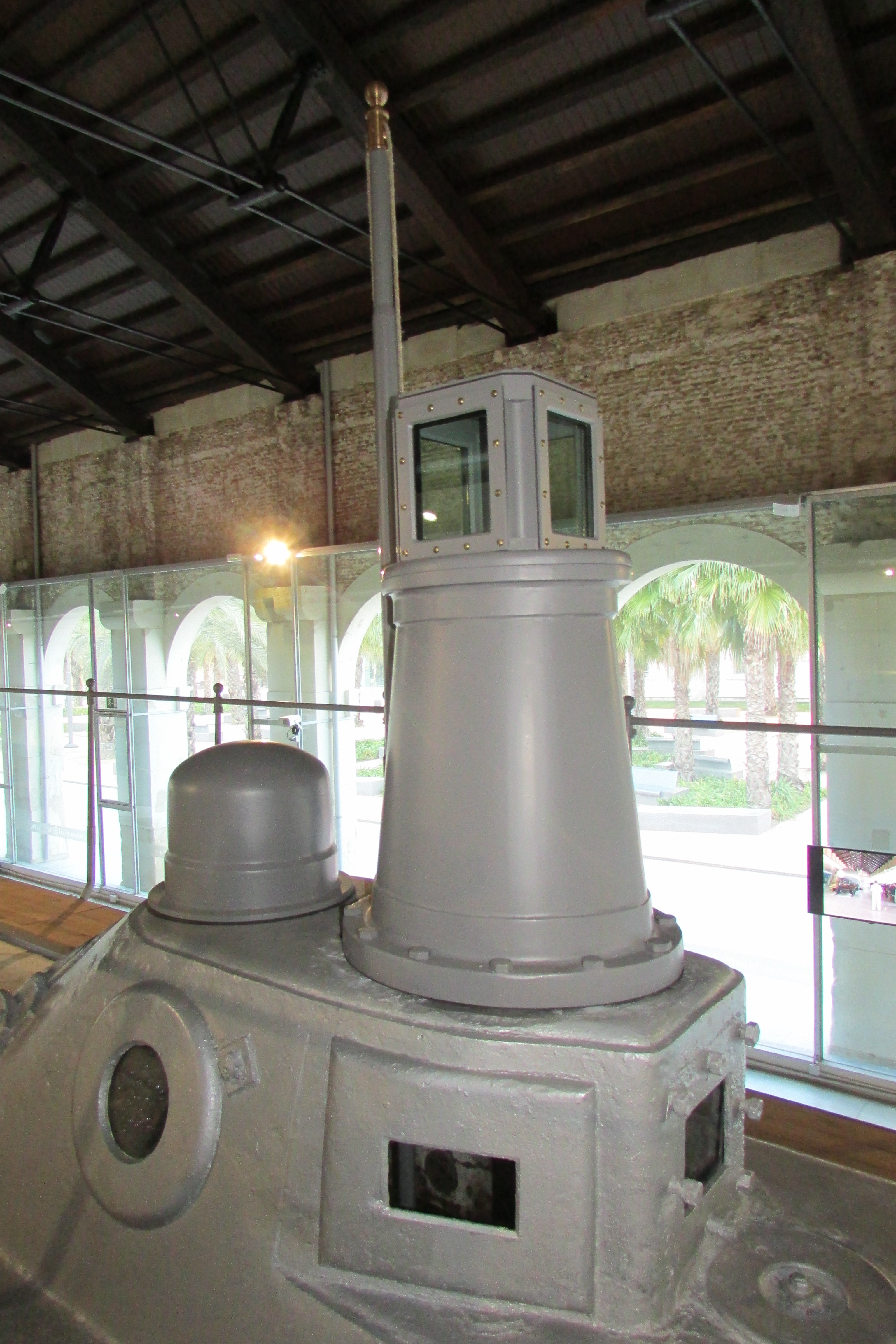
Torreta del submarí.

Els cost total quedà desglossat de la següent manera:
| Element                | Preu         |
| ---------------------- | ------------ |
| Bateries i acumuladors | 75.000 ptas  |
| 3 dinamos              | 25.500 ptas  |
| 3 locomòbils           | 30.000 ptas  |
| 2 motors de 30 CV      | 12.000 ptas  |
| 3 motors secundaris    | 4.500 ptas   |
| Tub de torpedes        | 20.000 ptas  |
| Buc                    | 7.500 ptas   |
| Jornals i miscel·lània | 125.000 ptas |
| Total                  | 299.500 ptas |

Tots els preus esmentats són en pessetes espanyoles de 1880 sense ajust de preus.

## Preservació

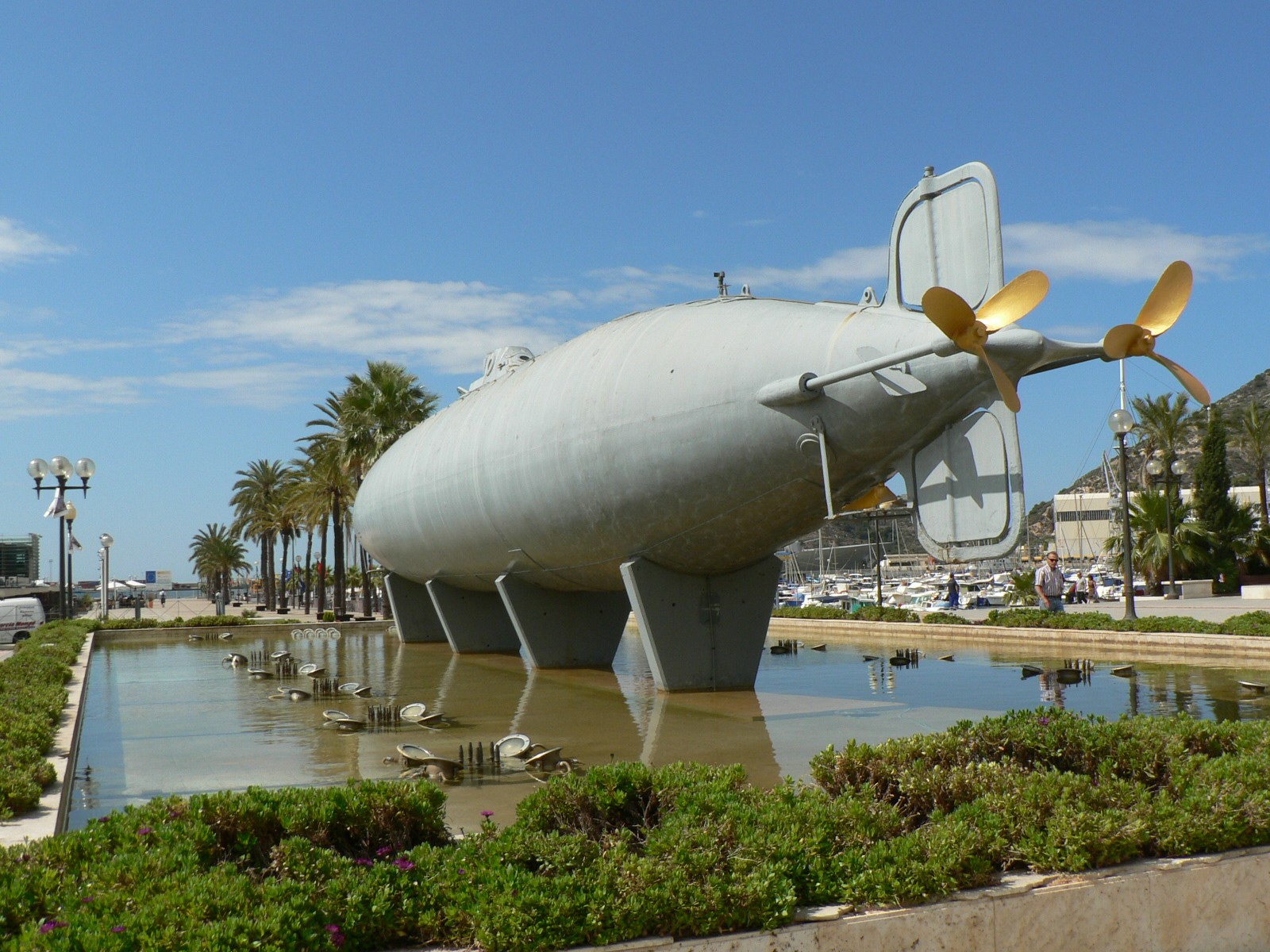
Submarí Peral en Cartagena l'any 2011.

Després de la seua retirada del servei actiu durant 1890, l'equipament del submarí fou desmuntat i el buc nu dipositat a l'arsenal de La Carraca. En 1913 va ser ordenat el seu desballestament però, mai arribà a materialitzar-se per raons desconegudes.
L'any 1929, el comandant de les forces submarines espanyoles, l'almirall Mateo Carcía de los Reyes requisà les restes que foren transportades a Cartagena, enfront de la base de submarins. Durant aquest període es produí un deteriorament de la nau a causa de la manca de manteniment regular.
Durant 1965 l'alcaldia de Cartagena aconseguí que el submarí fos transportat a la Plaza de los Héroes de Cavite després d'una operació de manteniment.
En 2002 el buc fou transportat al Paseo Alfonso XII, situat al port de Cartagena. També s'afegí una placa commemorativa situada sobre la coberta del tub de torpedes amb el nom del seu creador: Isaac Peral, i els 12 tripulants de la nau durant el seu primer viatge.
Finalment l'any 2013 el submarí fou completament restaurat i traslladat al Museu Naval de Cartagena, on roman avui dia.